# B4GALT3
B4GALT3 (англ. Beta-1,4-galactosyltransferase 3) – білок, який кодується однойменним геном, розташованим у людей на короткому плечі 1-ї хромосоми. Довжина поліпептидного ланцюга білка становить 393 амінокислот, а молекулярна маса — 43 928.
| 10         |  | 20         |  | 30         |  | 40         |  | 50         |
| ---------- |  | ---------- |  | ---------- |  | ---------- |  | ---------- |
| MLRRLLERPC |  | TLALLVGSQL |  | AVMMYLSLGG |  | FRSLSALFGR |  | DQGPTFDYSH |
| PRDVYSNLSH |  | LPGAPGGPPA |  | PQGLPYCPER |  | SPLLVGPVSV |  | SFSPVPSLAE |
| IVERNPRVEP |  | GGRYRPAGCE |  | PRSRTAIIVP |  | HRAREHHLRL |  | LLYHLHPFLQ |
| RQQLAYGIYV |  | IHQAGNGTFN |  | RAKLLNVGVR |  | EALRDEEWDC |  | LFLHDVDLLP |
| ENDHNLYVCD |  | PRGPRHVAVA |  | MNKFGYSLPY |  | PQYFGGVSAL |  | TPDQYLKMNG |
| FPNEYWGWGG |  | EDDDIATRVR |  | LAGMKISRPP |  | TSVGHYKMVK |  | HRGDKGNEEN |
| PHRFDLLVRT |  | QNSWTQDGMN |  | SLTYQLLARE |  | LGPLYTNITA |  | DIGTDPRGPR |
| APSGPRYPPG |  | SSQAFRQEML |  | QRRPPARPGP |  | LSTANHTALR |  | GSH        |

A: Аланін

C: Цистеїн

D: Аспарагінова кислота

E: Глутамінова кислота

F: Фенілаланін

G: Гліцин

H: Гістидин

I: Ізолейцин

K: Лізин

L: Лейцин

M: Метіонін

N: Аспарагін

P: Пролін

Q: Глутамін

R: Аргінін

S: Серин

T: Треонін

V: Валін

W: Триптофан

Кодований геном білок за функціями належить до трансфераз, глікозилтрансфераз. 
Білок має сайт для зв'язування з іонами металів, іоном марганцю. 
Локалізований у мембрані, апараті гольджі.